# Miroslav Beran (fotbalista)
Miroslav Beran (* 8. listopadu 1959) je bývalý český fotbalista, brankář. Po skončení aktivní kariéry působí jako trenér v Benešově.

## Fotbalová kariéra
V české lize hrál za FK Švarc Benešov. Nastoupil v 8 ligových utkáních.

## Ligová bilance
| Ročník                          | Zápasy | Góly | Klub             |
| ------------------------------- | ------ | ---- | ---------------- |
| 1. česká fotbalová liga 1994/95 | 8      | 0    | FK Švarc Benešov |
| CELKEM                          | 8      | 0    |                  |